# Ciba AG
Die Ciba AG (Abkürzung für Chemische Industrie Basel Aktiengesellschaft; früher Ciba Spezialitäten Chemie AG (1996), Ciba Spezialitätenchemie AG (1996–2007); frühere Konzernmutter Ciba Holding AG) mit Sitz in Basel war ein Schweizer Unternehmen auf dem Gebiet hochwertiger chemischer Spezialitäten, vor allem für industrielle Anwendungen in den Bereichen Automobilindustrie, Bauwesen, Bergbau und Öl, Kosmetik, Landwirtschaft, Materialien für die Elektronikindustrie, Monomere und wasserlösliche Polymere, Papierindustrie, Waschmittel, Schmierstoffe und Wasserbehandlung.
2008 wurde das Unternehmen vom deutschen Chemiekonzern BASF übernommen und im April 2009 in den BASF-Konzern integriert.
Die Ciba AG trat am Markt zunächst weiter unter dem alten Namen auf, wurde dann aber ab März 2010 umbenannt in BASF Schweiz AG.
In ihrem letzten Geschäftsjahr als eigenständiger Konzern unter dem Dach der Ciba Holding zählte die Unternehmensgruppe 2007 rund 13'300 Mitarbeiter in 60 Betrieben in 20 Ländern und 22 Forschungszentren in zwölf Ländern. 2007 erzielte der Konzern einen Umsatz von rund 6,5 Milliarden Schweizer Franken in den drei Geschäftsbereichen Plastic Additives, Coating Effects und Water & Paper Treatment.

## Geschichte

Älteres Logo

Die CIBA entstand 1997 unter dem Namen Ciba Spezialitätenchemie als Ausgliederung der Chemie-Sparte aus der Novartis, welche ein Jahr davor aus der Fusion der Firmen Sandoz und Ciba-Geigy hervorgegangen war. Im darauffolgenden Jahr wurde die britische Firma Allied Colloids in die Ciba Spezialitätenchemie integriert, daraus entstand der neue Geschäftsbereich Wasserbehandlung. Im Jahr 2000 verkaufte die Ciba Spezialitätenchemie den Bereich Performance Polymers an Huntsman mit der Zielsetzung, sich stärker auf hochwertige Spezialitätenchemie ausrichten zu können.
Im August 2000 notierte die Ciba Spezialitätenchemie erstmals an der New Yorker Börse (NYSE: CSB).
2004 wurde die finnische Raisio Chemicals aufgekauft und CIBA Spezialitätenchemie wurde dadurch zu einem der bedeutendsten Anbieter von Chemikalien für die Papierindustrie. Im Jahr 2006 verkaufte Ciba die Geschäftseinheit "Masterbatches" an Clariant International und den Geschäftsbereich "Textile Effects" an die amerikanische Huntsman Gruppe.
Ein Jahr später strich CIBA den Begriff „Spezialitätenchemie“ aus dem Firmennamen und nannte sich fortan nur noch Ciba.
2008 erfolgte der Wechsel des CEO von Armin Meyer zu Brendan Cummins. Im November desselben Jahres erhielt die BASF auf dem Wege eines öffentlichen Übernahmeangebotes knapp 95 % der Ciba-Aktien. Die Akquisition durch BASF konnte am 9. April 2009 abgeschlossen werden und es begann die Integration der Ciba in die BASF.
Am 23. Juni 2009 genehmigte dann auch die Generalversammlung den Fusionsvertrag und erklärte die Ciba-Holding-Aktien für kraftlos. Mit der Eintragung der Fusion im Handelsregister endete die Ciba Holding AG als Konzernmutter der Ciba Gruppe.

## Übernahme durch BASF
Am 15. September 2008 gab BASF ein öffentliches Übernahmeangebot für Ciba für einen Gesamtpreis von 6,1 Milliarden Franken bekannt. Die Übernahme stand unter Vorbehalt der Zustimmung der Aktionäre von Ciba, einer Mindestannahmequote von 66,67 % und der Freigabe durch die zuständigen Wettbewerbsbehörden. Im Rahmen dieses Verfahrens wurden der BASF bis zum Ende der Nachfrist 53.376.268 Aktien angedient. Unter Einbezug der Ciba-Aktien, die BASF bereits vor Publikation der Voranmeldung hielt, der Ciba-Aktien, die BASF außerhalb des öffentlichen Angebots von der spanischen Investorengruppe Bestinver erworben hatte, und der durch Ciba selbst gehaltenen eigenen Aktien belief sich die Beteiligung der BASF Ende November 2008 damit insgesamt auf 65.328.153 Ciba-Aktien; dies entsprach 94,59 % der ausgegebenen Ciba-Aktien. Nach dem Erfüllen der Auflagen mehrerer Kartellbehörden, unter anderem der aus den USA und China, vollzog die BASF die Übernahme am 9. April 2009.
Das Timing der Übernahme wurde in der Wirtschaftspresse allgemein als schwach kritisiert. Da die Bekanntgabe nur wenige Stunden vor der Insolvenz von Lehman Brothers erfolgte, in deren Folge sich die Unternehmensbewertungen weltweit signifikant verbilligten, hätte sich schon kurz darauf ein deutlich tieferer Kaufpreis erzielen lassen.
In einer am 6. Juli 2009 veröffentlichten Pressemitteilung der BASF gab das Unternehmen bekannt, insgesamt 23 der insgesamt 55 ehemaligen Produktionsstandorte von Ciba verkaufen oder schliessen zu wollen, sowie die Zusammenlegung von mehr als der Hälfte der 70 Verkaufsbüros und Forschungsstandorte. Infolge des Konzernumbaus werden weiterhin 3700 Arbeitsplätze abgebaut.
Zum 1. März 2010 verschmolz die BASF ihre beiden in der Schweiz ansässigen Unternehmensgruppen, die Ciba AG und die BASF Schweiz AG, und bildete die neue BASF Schweiz AG mit Sitz in Basel, vormals Wädenswil.
Armin Meyer fungierte allerdings darüber hinaus weiterhin als CEO von Ciba.